# Michael Bloomberg
Michael Rubens Bloomberg, född 14 februari 1942 i Boston, Massachusetts, är en amerikansk affärsman och politiker. Efter att han fick gå från investmentbanken Salomon Brothers(en) 1981 grundade han företaget Bloomberg L.P., som han fortfarande är huvudägare i. Bloomberg kandiderade i presidentvalet i USA 2020.
Bloomberg hade länge identifierat sig som demokrat men kandiderade som republikan i New Yorks borgmästarval 2001, som han vann, varpå han tillträdde borgmästarposten den 1 januari 2002. Han omvaldes för perioden 2006-2010 i valet 2005. I juni 2007 meddelade han att han lämnade Republikanska partiet och var därefter partipolitiskt oberoende.
Under 2008 kampanjade Bloomberg för att New York skulle ändra sin maxtid på två mandatperioder dess borgmästare får lov att inneha ämbetet, och motiverade detta med att han själv bäst kunde leda New York genom finanskrisen. Förslaget klubbades igenom av New Yorks stadsfullmäktige och Bloomberg omvaldes 2009 för en tredje ämbetsperiod. 2010 ändrades maxantalet ämbetsperioder tillbaka till två för framtida borgmästare.
Den amerikanska ekonomitidskriften Forbes rankade Bloomberg till att vara världens 22:a rikaste med en förmögenhet på 54,9 miljarder amerikanska dollar för den 17 januari 2021.

## Uppväxt och utbildning
Bloomberg föddes på St. Elizabeth's Hospital, i stadsdelen Brighton i Boston, den 14 februari 1942. Fadern, William Henry Bloomberg (1906–1963), var bokförare på ett mejeriföretag och modern var Charlotte (Rubens) Bloomberg (1909–2011). På pappans sida migrerade hans farfar från Östeuropa och var av ashkenazisk-judisk härkomst. Hans morfar, Max Rubens, migrerade till USA från det som idag är Belarus.
Familjen bodde i Allston fram tills att Michael var två år. Därefter bodde de i Brookline, Massachusetts, i två år. Innan de slutligen fann ett mer långsiktigt hem i  Bostonförorten Medford, Massachusetts. Där bodde familjen till dess att Michael gått ut college.

## Karriär knuten till Wall Street

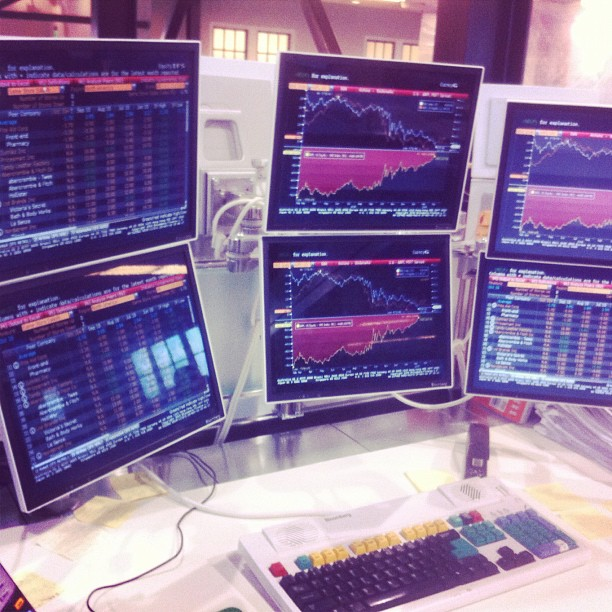
Bloomberg-Terminalen 2012.

1973 blev Bloomberg en general partner vid Salomon Brothers, en betydande Wall Street investment bank. Han jobbade först med aktiehandel och så småningom med systemutveckling. 1981 köptes  banken upp av Phibro Corporation och Bloomberg fick ut tio miljoner dollar från sin andel av banken. 
Med dessa pengar startade han ett dataföretag vid namn Innovative Market Systems (IMS). Företaget sålde kundanpassade dataterminaler som gav marknadsdata i realtid. Till en början kallades maskinerna för "Market Master Terminals" men blev mer kända som "Bloomberg Terminals" eller endast "Bloombergs". 1983 blev Merrill Lynch företagets första kund och investerade 30 miljoner i  IMS för att hjälpa till med utvecklingen av "the Bloomberg".

## Politisk karriär

### Borgmästare i New York City

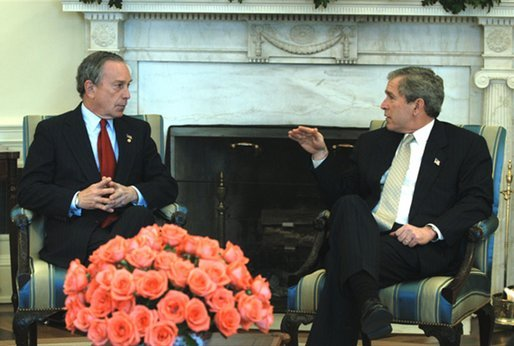
Bloomberg med president George W. Bush 2003

Bloomberg tillträdde som New Yorks borgmästare 2002. Därefter blev han återvald 2005 och 2009. Han var inte så populär som borgmästare i början. Men med tiden så fick han bättre siffror i olika opinionsmätningar.
Som borgmästare expanderade han kraftigt den så kallade  "stop and frisk"-metoden inom polisen i New York.

### Presidentkampanj 2020
Den 24 november 2019 inledde Bloomberg officiellt sin kampanj för den demokratiska nomineringen i presidentvalet 2020.
Bloomberg finansierade sin kampanj personligen och har sagt att han inte skulle ta emot donationer.
Den 4 mars 2020 avslutade Bloomberg sin presidentkampanj.

## Politiska ställningstaganden
Michael Bloomberg är  engagerad i folkhälsofrågor, inte minst kring rökning och hälsosam kontra riskfylld kosthållning. Hans politiska arbete inom dessa områden som borgmästare i New York har  bidragit till lagstiftning även i andra delar av USA och även på den federala nivån.
Michael Bloomberg har engagerat sig i frågor kring vapenkontroll, bland annat som medgrundare till nätverket Mayors Against Illegal Guns. Enligt en pressrelease från 2013 hade gruppen över 1000 borgmästare anslutna. 2014 gick nätverket ihop med det kvinnliga nätverket "Moms Demand Action For Gun Sense in America" och antog det nya namnet Everytown for Gun Safety. Detta större nätverk var 2018 medarrangör till protestmarchen March For Our Lives.

## Familj
År 1975 gifte sig Bloomberg med Susan Elizabeth Barbara Brown. De fick två döttrar tillsammans. Bloomberg skilde sig från Brown år 1993, men han har sagt att hon förblir hans "bästa vän."